# Universidad de las Antillas
La Universidad de las Antillas (en francés: Université des Antilles), también conocida como Universidad de las Antillas Francesas, es una universidad pública francesa ubicada en las Antillas francesas.

## Historia
Con anterioridad, formó parte de una institución más grande, en combinación con otro campus en la Guayana Francesa y conocida como Universidad de las Indias Occidentales Francesas y la Guayana. Como resultado de disputas de financiación, esa universidad se dividió en dos instituciones distintas con sedes en la Guayana Francesa y en las Antillas Menores, respectivamente. El proceso de separación finalizó el 1 de enero de 2015. 

## Ubicación
La universidad tiene tres campus:
- dos en Guadalupe : Fouillole ( Pointe-à-Pitre ) y Saint-Claude ,
- uno en Martinica : Schœlcher (aunque también está el campus del IUFM en Fort-de-France y el campus médico ( CHRU, hospital universitario regional) de La Meynard, en Le Lamentin.

## Personalidades

### Facultad
- Jacques Adélaïde-Merlande (nacido en 1933) - historiador
- Carlos Moore (nacido en 1942): escritor, investigador social, profesor y activista
- Pierre A. Riffard - filósofo y especialista en esoterismo
- Georges Voisset (nacido en 1948) - crítico literario
- Suzanne Dracius (nacida en 1951) - escritora y crítica literaria
- Pierre Cahuc (nacido en 1962) - economista

### Antiguos alumnos
- Juliana Rimane (nacida en 1959) - política
- Annick Petrus (nacida en 1961) - política
- Sabine Andrivon-Milton (nacida en 1970) - historiadora
- Micheline Jacques (nacida en 1971) - política